# Cryptops decoratus
Cryptops decoratus är en mångfotingart som beskrevs av Lawrence 1960. Cryptops decoratus ingår i släktet Cryptops och familjen Cryptopidae.
Artens utbredningsområde är Madagaskar. Inga underarter finns listade i Catalogue of Life.